# Супергеройское кино
«Супергеройское кино» (англ. Superhero Movie) — американская кинокомедия Крейга Мейзина с Дрейком Беллом в главной роли, толстая пародия на Человека-паука, Бэтмена и Людей Икс.

## Сюжет
Рик Райкер — учащийся средней школы, типичный неудачник. Убегает от скинхедов, дружит с парнем, увлечённым самыми современными гаджетами, и влюблён в красавицу-соседку Джилл Джонсон.
Так вышло, что на экскурсии по одной лаборатории он упал в дерьмо и, чтобы очистить рубаху, случайно смочил её вместо воды жидкостью, вызывающей у животных половое влечение. И вот, когда все животные окружили его «заботой», прилетела стрекоза-мутант и укусила в шею. Теперь Рик обладает невероятными сверхсилами, но он пытается быть осторожным с тех пор, как погиб его отец — гибель, в основном, произошла из-за Рика (позже чуть не погиб его дядя, Альберт).
Противостоит Рику другой супермутант — Лу Ландерс, дядя бойфренда Джилл и глава лаборатории, в которой был Рик, и который стал ошибкой неудачного эксперимента. Теперь Лу Ландерс — «Часовщик», он крадёт время у других людей, для того чтобы стать бессмертным.
Чтобы сделать профессиональным героем, Рика забирает телепат Ксавьер и отводит в школу, где ему попадутся Росомаха, Шторм и грудастая Девушка-невидимка.
Теперь Рик называется «Стрекозец» и хочет посвятить себя борьбе с преступностью. Всё, чего ему недостаёт — умения летать. Однажды он встречает своего будущего главного врага. После битвы злодей, естественно, обещает вернуться. Вскоре Часовщик узнаёт тайну личности Рика, а Джилл влюбляется в Стрекозца.
После победы над врагом Стрекозец, спасая свою любимую, падает с многоэтажного здания, и внезапно у него вырастают крылья. Стрекозец со своей любимой остаются живы.
В конце фильма во время финальной речи Стрекозца и его девушку сбивает вертолёт.

## В ролях
| Актёр                | Роль                   |
| -------------------- | ---------------------- |
| Дрейк Белл           | Рик Райкер / Стрекозец |
| Сара Пэкстон         | Джилл Джонсон          |
| Кристофер Макдональд | Лу Ландерс / Часовщик  |
| Лесли Нильсен        | дядя Альберт Аддамс    |
| Марион Росс          | тётя Люсиль Аддамс     |
| Кевин Харт           | Трей                   |
| Райан Хэнсен         | Лэнс Ландерс           |
| Роберт Джой          | доктор Стивен Хокинг   |
| Брент Спайнер        | доктор Стром           |
| Джеффри Тэмбор       | доктор Уитби           |
| Трейси Морган        | профессор Ксавьер      |
| Реджина Холл         | миссис Ксавьер         |
| Памела Андерсон      | Невидимая Леди         |
| Саймон Рекс          | Человек-факел          |
| Крейг Бирко          | Росомаха               |
| Роберт Хейз          | Блэйн Райкер           |
| Николь Салливан      | Джулия Райкер          |
| Дэн Кастелланета     | Карлсон                |
| Кит Дэвид            | шеф полиции            |
| Мариса Лоурен        | Шторм                  |
| Майлз Фишер          | Том Круз               |
| Шарлин Тилтон        | мама Джилл             |
| Lil’ Kim             | дочь Ксавьера          |
| Аки Алеонг           | Далай-лама             |
| Курт Фуллер          |                        |
| Майкл Пападжон       |                        |
| Йен Патрик Уильямс   |                        |

## Производство
Изначально съёмки фильма планировалась 9 февраля 2007 года под простым названием «Супергерой!» Под руководством Дэвида Цукера. Однако он был отложен до 17 сентября 2007 года в Нью-Йорке, а кресло режиссёра было передано Крейгу Мейзину, а Цукер стал продюсером. Хотя фильм был выпущен в Нью-Йорке, используемые в качестве переходов в фильме, используют кадры делового района в центре города Канзас.
Цукер сказал, что фильм в основном пародировал фильм «Человека-паука» от Сэма Рейми, но он также пародирует «Бэтмена: Начало», «Людей икс», «Фантастическую четвёрку» и «Супермена». Продюсер уточнил: "Это пародия на весь супергеройский жанр, как мы это делали в серии «Очень страшное кино», но этот фильм, вероятно, имеет более целостный сюжет, так же как в «Голом пистолете».

## Критика
«Супергеройское кино» получил негативные отзывы критиков. На Rotten Tomatoes фильм имеет рейтинг одобрения 17 % на основе 52 обзоров со средним рейтингом 3,6/10. Критический консенсус сайта гласит:

«Супергеройское кино» не самый худший из жанров пародии, но он все равно полагается на усталые приколы и хромые поп-культуры.
Оригинальный текст (англ.)Superhero Movie is not the worst of the spoof genre, but relies on tired gags and lame pop culture references all the same.
— Rotten Tomatoes
На Metacritic фильм имеет оценку 33 из 100 на основе 14 критиков, что указывает на «вообще неблагоприятные отзывы». Аудитории, опрошенные CinemaScore, дали фильму средний класс «C+» по шкале от A+ до F.

## Бюджет и сборы
Несмотря на негативную критику, фильм собрал 9,5 млн долларов в 2960 кинотеатрах и заняв 3 место в прокате. В Северной Америке фильм собрал 25,9 млн долларов и 45,3 млн долларов в других странах. По всему миру фильм собрал 71 млн долларов.